# Godfrey Harold Hardy
Pour les articles homonymes, voir Hardy.
Godfrey Harold Hardy est un mathématicien britannique, né le 7 février 1877 à Cranleigh (comté de Surrey) et mort le 1er décembre 1947 à Cambridge.
Il est lauréat de la médaille Sylvester en 1940 et de la médaille Copley en 1947 ; il est connu pour ses travaux en théorie des nombres et en analyse. Les non-mathématiciens le connaissent surtout pour deux choses :
- L'Apologie d'un mathématicien, son essai de 1940 sur l'esthétique des mathématiques avec un certain contenu personnel ;
- sa relation particulière comme mentor à partir de 1914 avec le mathématicien indien Srinivasa Ramanujan ; Hardy reconnut immédiatement le génie inclassable de Ramanujan, pourtant tout séparait ces deux mathématiciens : Hardy était un athée britannique rigoureux et précis, et Ramanujan un Indien mystique et intuitif, mais ils devinrent amis et collègues ; dans un entretien avec Paul Erdős, quand celui-ci lui demanda quelle était sa plus grande contribution aux mathématiques, Hardy répondit sans hésitation que ce fut la découverte de Ramanujan.

## Biographie
Après sa scolarité à Winchester, Hardy entre au Trinity College (Cambridge) après avoir été quatrième à l'examen du Tripos. Il appartient à la société secrète des Cambridge Apostles.
Des années plus tard, Hardy cherche à supprimer le système Tripos ayant estimé que cela devenait une fin en soi au lieu d'être des moyens à une fin. Hardy est aussi crédité de sa réforme dans les mathématiques britanniques en leur ayant apporté la rigueur, qui a été précédemment une caractéristique de mathématiques françaises, suisses et allemandes. Les mathématiciens britanniques sont largement dans une tradition de mathématiques appliquées, dans la lignée de la réputation d'Isaac Newton ; Hardy est en harmonie avec les méthodes, dominantes en France, du Cours d'analyse de l'École polytechnique de Camille Jordan, et promeut de façon agressive sa conception des mathématiques pures, en particulier contre l'hydrodynamique qui est une part importante des mathématiques de Cambridge.
Hardy est professeur Sadleirien à Cambridge de 1931 à 1942 ; il quitte Cambridge pour prendre la chaire savilienne de géométrie à Oxford à la suite des conséquences de l'affaire Bertrand Russell pendant la Première Guerre mondiale. Depuis 1911, il collabore avec John Edensor Littlewood, sur un travail étendu d'analyse et de théorie analytique des nombres. Cet apport (parmi bien d'autres) fait de quantitatifs progrès sur le problème de Waring, en tant qu'élément de ce qui est appelé la méthode du cercle de Hardy-Littlewood. Dans la théorie des nombres premiers ils prouvent aussi des résultats et certains résultats conditionnels (en) notables. Ceci est un facteur majeur dans le développement de la théorie des nombres comme un système de conjectures ; par exemple, la première et la seconde conjecture de Hardy-Littlewood. Il est aussi connu pour avoir formulé le principe de Hardy-Weinberg, théorème fondamental en génétique des populations, indépendamment de Wilhelm Weinberg (en) en 1908.
Socialement, il est associé avec le Groupe Bloomsbury et les Cambridge Apostles et est un fan de cricket avide.
D'après les témoignages de ceux qui l'ont connu le mieux (son collaborateur de longue date J. E. Littlewood, son étudiant Alan Turing, et son ami Charles Percy Snow), Hardy a une orientation homosexuelle. On ne connaissait pas à Hardy de petit ami ou de petite amie, de sorte qu'il était apparemment asexuel, « un homosexuel non pratiquant », selon l'expression de Littlewood. Hardy ne s'est jamais marié, et vers la fin de sa vie, c'est sa sœur qui s'est occupée de lui.

## Croyance
Comme Paul Erdős, Hardy, fermement athée, se moquait de l'Être Suprême, même s'il doutait de son existence. Lors d'une traversée agitée en bateau de Scandinavie au Royaume-Uni, Hardy, qui avait horreur des voyages, expédia vite une carte postale à un collègue pour lui annoncer qu'il avait démontré l'hypothèse de Riemann : il s'imaginait que Dieu, qu'il tenait pour son « ennemi intime », n'allait pas le laisser mourir et ainsi faire croire à la communauté mathématique qu'il avait démontré une importante conjecture de la théorie des nombres premiers.

## Sélection de publications
- Mathématiques et mathématiciens, Nitens, 2018. Recueil comprenant 23 textes de ou sur Hardy, et en particulier les plus célèbres (L'apologie, Ramanujan mathématicien indien, etc). 320 pages
- L'Apologie d'un mathématicien (autobiographie)
  - (en) Cambridge University Press, 1940, réimpr.  (ISBN 978-0-521-42706-7), PDF, domaine public
  - (fr) (trad.) Éditions Belin, 1985  (ISBN 978-2-7011-0530-7)